# Iglesia del Primado de San Pedro
La Iglesia del Primado de San Pedro (en hebreo: כנסיית הבכורה של פטרוס) es una iglesia franciscana ubicada en Tabgha, Israel, en la orilla noroeste del Mar de Galilea. Ella conmemora el restablecimiento de Pedro como cabeza de los Apóstoles por parte de Jesús.
La estructura actual fue construida en 1933 e incorpora partes de una iglesia anterior del siglo cuarto, que son visibles en la base de sus muros, frente al altar principal.